# Luksika Kumkhum
Luksika Kumkhum (in thailandese ลักษิกา คำขำ; Chanthaburi, 21 luglio 1993) è una tennista thailandese.

## Carriera
Nel circuito ITF ha vinto 18 titoli in singolare e 19 titoli in doppio.
Nel 2012 avviene il suo debutto nel circuito WTA, dove si qualifica per il Guangzhou International Women's Open e all'HP Open, perdendo in entrambi i casi al primo turno. Viene successivamente sconfitta al primo turno all'OEC Taipei Ladies Open e ai quarti al Royal Indian Open. Nel 2013, ha raggiunto i quarti di finale al Malaysia Classic dove viene sconfitta da Ayumi Morita e il secondo turno al PTT Pattaya Open cedendo alla futura campionessa Marija Kirilenko. Supera le qualificazioni al Guangzhou International Women's Open perdendo poi all'esordio da Zheng Saisai, e passa le qualifiche anche all'HP Open dove esce di scena al secondo turno per mano di Eugenie Bouchard, dopo aver estromesso al primo ostacolo la Morita. Raggiunge la prima semifinale all'OEC Taipei Ladies Open, dove è superata da Yanina Wickmayer.
Nei Grandi Slam raggiunse il secondo turno, partendo dalle qualificazioni, all'Australian Open, perdendo poi dalla talentuosa statunitense Jamie Hampton.
Agli Australian Open 2014 sorprende tutti battendo al primo turno la numero 6 del mondo Petra Kvitová in tre set.
Nel 2015 ha vinto la medaglia d'argento alle Universiadi.

## Statistiche WTA

### Doppio

#### Sconfitte (2)
| Legenda               | Legenda      |
| --------------------- | ------------ |
| Grande Slam (0)       |              |
| Argenti Olimpici (0)  |              |
| WTA Finals (0)        |              |
| WTA Elite Trophy (0)  |              |
| Dal 2009 al 2020      | Dal 2021     |
| Premier Mandatory (0) | WTA 1000 (0) |
| Premier 5 (0)         | WTA 1000 (0) |
| Premier (0)           | WTA 500 (0)  |
| International (1)     | WTA 250 (1)  |

| N. | Data              | Torneo                         | Superficie | Compagna           | Avversarie in finale                 | Punteggio |
| 1. | 24 settembre 2017 | Hansol Korea Open, Seul        | Cemento    | Peangtarn Plipuech | Kiki Bertens Johanna Larsson         | 4-6, 1-6  |
| 2. | 15 ottobre 2023   | Hana Bank Korea Open, Seul (2) | Cemento    | Peangtarn Plipuech | Marie Bouzková Bethanie Mattek-Sands | 2-6, 1-6  |

## Circuito WTA 125

### Singolare

#### Vittorie (2)
| N. | Data             | Torneo                            | Superficie    | Avversaria in finale | Punteggio     |
| 1. | 4 novembre 2018  | WTA Mumbai Open, Mumbai           | Cemento       | Irina Chromačëva     | 1-6, 6-2, 6-3 |
| 2. | 18 novembre 2018 | OEC Taipei WTA Challenger, Taipei | Sintetico (i) | Sabine Lisicki       | 6-1, 6-3      |

## Statistiche ITF

### Singolare

#### Vittorie (18)
| Torneo $100.000 (0) |
| Torneo $80.000 (0)  |
| Torneo $75.000 (1)  |
| Torneo $60.000 (0)  |
| Torneo $50.000 (1)  |
| Torneo $40.000 (0)  |
| Torneo $25.000 (7)  |
| Torneo $15.000 (2)  |
| Torneo $10.000 (7)  |

| N.  | Data             | Torneo                                                | Superficie    | Avversaria in finale | Score            |
| 1.  | 16 ottobre 2010  | ITF Women's Circuit Pattaya, Pattaya                  | Cemento       | Emma Flood           | 6-4, 6-3         |
| 2.  | 7 maggio 2011    | ITF Women's Circuit Bangkok, Bangkok                  | Cemento       | Ayu-Fani Damayanti   | 6-2, 6-2         |
| 3.  | 14 maggio 2011   | ITF Women's Circuit Bangkok, Bangkok                  | Cemento       | Peangtarn Pliphuech  | 6-1, 6-0         |
| 4.  | 18 giugno 2011   | ITF Women's Circuit Pattaya, Pattaya                  | Cemento       | Liang Chen           | 6-3, 6-4         |
| 5.  | 6 novembre 2011  | ITF Women's Circuit Kuching, Kuching                  | Cemento       | Nungnadda Wannasuk   | 7-6(3), 6-3      |
| 6.  | 20 novembre 2011 | Smart ITF Women's Circuit, Manila                     | Cemento       | Zhao Yijing          | 4-6, 6-4, 6-2    |
| 7.  | 7 luglio 2012    | Chang ITF Thailand Pro-Circuit, Pattaya               | Cemento       | Nungnadda Wannasuk   | 6-2, 6-2         |
| 8.  | 22 luglio 2012   | Astana Womens, Astana                                 | Cemento       | Nudnida Luangnam     | 3-6, 6-3, 6-3    |
| 9.  | 28 aprile 2013   | Chang ITF Thailand Pro Circuit Phuket, Phuket         | Cemento (i)   | Lisa Whybourn        | 6-0, 7-5         |
| 10. | 24 novembre 2013 | Dunlop World Challenge, Toyota                        | Sintetico (i) | Hiroko Kuwata        | 3-6, 6-1, 6-3    |
| 11. | 31 maggio 2015   | ITF Women's Circuit Xuzhou, Xuzhou                    | Cemento       | Chang Kai-Chen       | 1–6, 7–5, 6–1    |
| 12. | 29 luglio 2017   | Chang ITF Thailand Pro Circuit Hua Hin, Hua Hin       | Cemento       | Alisa Kleybanova     | 7–5, 6(4)–7, 6–3 |
| 13. | 19 agosto 2017   | Chang ITF Thailand Pro Circuit Nonthaburi, Nonthaburi | Cemento       | Yuan Yue             | 7–5, 6–2         |
| 14. | 1º aprile 2018   | Kōfu International Open Tennis, Kōfu                  | Cemento       | Bianca Andreescu     | 6-3, 6-3         |
| 15. | 8 aprile 2018    | Kashiwa Open, Kashiwa                                 | Cemento       | Bianca Andreescu     | 6-3, 7-6(4)      |
| 16. | 24 ottobre 2021  | Magic Hotel Tours, Monastir                           | Cemento       | Jennifer Luikham     | 6-2, 6-2         |
| 17. | 17 aprile 2022   | ITF Women's Asia/Oceania, Chiang Rai                  | Cemento       | Peangtarn Plipuech   | 6-3, 6-3         |
| 18. | 24 aprile 2022   | ITF Women's Asia/Oceania, Chiang Rai                  | Cemento       | Talia Gibson         | 6-0, 6-1         |

#### Sconfitte (10)
| Torneo $100.000 (0) |
| Torneo $80.000 (0)  |
| Torneo $75.000 (1)  |
| Torneo $60.000 (0)  |
| Torneo $50.000 (2)  |
| Torneo $40.000 (0)  |
| Torneo $25.000 (3)  |
| Torneo $15.000 (0)  |
| Torneo $10.000 (4)  |

| N.  | Data             | Torneo                                   | Superficie    | Avversaria in finale | Score            |
| 1.  | 23 ottobre 2010  | ITF Women's Circuit Khon Kaen, Khon Kaen | Cemento       | Zhu Lin              | 3-6, 2-6         |
| 2.  | 7 novembre 2010  | Smart ITF Women's Circuit, Manila        | Cemento       | Piia Suomalainen     | 3-6, 3-6         |
| 3.  | 5 dicembre 2010  | Mandya Open, Mandya                      | Cemento       | Anastasyja Vasyl'eva | 2–6, 6–3, 2–6    |
| 4.  | 5 giugno 2011    | ITF Women's Circuit Bangkok, Bangkok     | Cemento       | Marta Sirotkina      | 4-6, 3-6         |
| 5.  | 3 luglio 2011    | ITF Women's Circuit Pattaya, Pattaya     | Cemento       | Liang Chen           | 6-2, 6(6)-7, 5-7 |
| 6.  | 2 agosto 2014    | ITF Women's Circuit Wuhan, Wuhan         | Cemento       | Wang Qiang           | 2-6, 2-6         |
| 7.  | 29 novembre 2015 | Dunlop World Challenge, Toyota           | Sintetico (i) | Jana Fett            | 4-6, 6-4, 4-6    |
| 8.  | 30 luglio 2016   | ITF Women's Circuit Wuhan, Wuhan         | Cemento       | Wang Qiang           | 5-7, 2-6         |
| 9.  | 21 maggio 2017   | ITF Incheon Women's Challenger, Incheon  | Cemento       | Han Na-lae           | 6(2)-7, 5–7      |
| 10. | 10 aprile 2022   | ITF Women's Asia/Oceania, Chiang Rai     | Cemento       | Alex Eala            | 4-6, 2-6         |

### Doppio

#### Vittorie (19)
| Torneo $100.000 (2) |
| Torneo $80.000 (0)  |
| Torneo $75.000 (0)  |
| Torneo $60.000 (0)  |
| Torneo $50.000 (1)  |
| Torneo $40.000 (0)  |
| Torneo $25.000 (11) |
| Torneo $15.000 (1)  |
| Torneo $10.000 (4)  |

| N.  | Data              | Torneo                                                       | Superficie | Compagna                | Avversarie in finale             | Punteggio           |
| 1.  | 24 ottobre 2010   | ITF Women's Circuit Khon Kaen, Khon Kaen                     | Cemento    | Varatchaya Wongteanchai | Trang Huynh Maya Kato            | 6-4, 7-5            |
| 2.  | 14 novembre 2010  | Smart ITF Women's Circuit, Manila                            | Cemento    | Peangtarn Plipuech      | Ivana King Jasmin Schnack        | 6-4, 7-5            |
| 3.  | 12 dicembre 2010  | ITF Women's Circuit Bangalore, Bangalore                     | Cemento    | Nungnadda Wannasuk      | Yi Chen Kumiko Iijima            | 7-6(7), 5-7, [10-8] |
| 4.  | 6 novembre 2011   | ITF Women's Circuit Kuching, Kuching                         | Cemento    | Nungnadda Wannasuk      | Jia Xiang Lu Jia-Jing Lu         | 6-4, 6-3            |
| 5.  | 13 novembre 2011  | Smart ITF Women's Circuit, Manila                            | Cemento    | Peangtarn Plipuech      | Yi-Jing Zhao Jun-Yi Zheng        | 6-3, 6-0            |
| 6.  | 22 luglio 2012    | Astana Womens, Astana                                        | Cemento    | Varatchaya Wongteanchai | Veronika Kapšay Ekateryna Yašina | 6-3, 6-4            |
| 7.  | 2 settembre 2012  | Sekisho Challenge Open, Tsukuba                              | Cemento    | Varatchaya Wongteanchai | Yurina Koshino Mari Tanaka       | 6-2, 6-2            |
| 8.  | 5 maggio 2013     | Kangaroo Cup, Gifu                                           | Cemento    | Erika Sema              | Nao Hibino Riko Sawayanagi       | 6-4, 6-3            |
| 9.  | 2 aprile 2017     | Kōfu International Open Tennis, Kōfu                         | Cemento    | Han Na-lae              | Erina Hayashi Robu Kajitani      | 6-3, 6-0            |
| 10. | 28 luglio 2017    | Chang ITF Thailand Pro Circuit Hua Hin, Hua Hin              | Cemento    | Ksenia Palkina          | Naiktha Bains Karin Kennel       | 6–3, 2–6, [14–12]   |
| 11. | 31 marzo 2018     | Kōfu International Open Tennis, Kōfu                         | Cemento    | Xinyu Gao               | Erina Hayashi Momoko Kobori      | 6-0, 2-6, [10-4]    |
| 12. | 17 giugno 2018    | Manchester Trophy, Manchester                                | Erba       | Prarthana Thombare      | Naomi Broady Asia Muhammad       | 7-6(5), 6-3         |
| 13. | 23 ottobre 2021   | Magic Hotel Tours, Monastir                                  | Cemento    | Natsuho Arakawa         | Mana Ayukawa Tamira Paszek       | 6-4, 6-2            |
| 14. | 4 giugno 2022     | Thailand ITF Women's Tennis Tour, Chiang Rai                 | Cemento    | Momoko Kobori           | Misaki Matsuda Naho Sato         | 6-3, 6-3            |
| 15. | 17 settembre 2022 | Darwin Tennis International, Darwin                          | Cemento    | Momoko Kobori           | Yui Chikaraishi Nanari Katsumi   | 6-2, 7-6(3)         |
| 16. | 27 maggio 2023    | ITF NH NongHyup Women's Challenge, Goyang                    | Cemento    | Punnin Kovapitukted     | Guo Hanyu Tang Qianhui           | 6-3, 1-6, [10-6]    |
| 17. | 3 giugno 2023     | Tokyo Ariake International Ladies Open, Tokyo                | Cemento    | Kanako Morisaki         | Talia Gibson Natsumi Kawaguchi   | 1-6, 6-2, [10-3]    |
| 18. | 2 settembre 2023  | Nakhon Si Thammarat Women's Tennis Tour, Nakhon Si Thammarat | Cemento    | Park So-hyun            | Vaidehi Chaudhari Zeel Desai     | 7-6(4), 6-0         |
| 19. | 25 novembre 2023  | Takasaki Open, Takasaki                                      | Cemento    | Peangtarn Plipuech      | Liang En-shuo Wu Fang-hsien      | 6-3, 6-1            |

#### Sconfitte (14)
| Torneo $100.000 (2) |
| Torneo $80.000 (0)  |
| Torneo $75.000 (1)  |
| Torneo $60.000 (3)  |
| Torneo $50.000 (1)  |
| Torneo $40.000 (1)  |
| Torneo $25.000 (2)  |
| Torneo $15.000 (1)  |
| Torneo $10.000 (3)  |

| N.  | Data             | Torneo                                                | Superficie    | Compagna            | Avversarie in finale                         | Punteggio           |
| 1.  | 18 giugno 2011   | ITF Women's Circuit Pattaya, Pattaya                  | Cemento       | Napatsakorn Sankaew | Liang Chen Zhao Yijing                       | 6-1, 1-6, [7-10]    |
| 2.  | 19 novembre 2011 | Smart ITF Women's Circuit, Manila                     | Cemento       | Peangtarn Plipuech  | Napatsakorn Sankaew Varunya Wongteanchai     | 1–6, 6–3, [6–10]    |
| 3.  | 28 ottobre 2013  | Caesar & Imperial Cup, Taipei                         | Cemento (i)   | Chen Yi             | Lesley Kerkhove] Arantxa Rus                 | 4-6, 6-2, [12-14]   |
| 4.  | 12 luglio 2014   | Singha BEC TERO ITF Circuit, Bangkok                  | Cemento       | Tamarine Tanasugarn | Varatchaya Wongteanchai Varunya Wongteanchai | 3–6, 6–4, [8–10]    |
| 5.  | 28 novembre 2015 | Dunlop World Challenge, Toyota                        | Sintetico (i) | Yuuki Tanaka        | Akiko Ōmae Peangtarn Plipuech                | 6–3, 0–6, [9–11]    |
| 6.  | 20 ottobre 2018  | ITF Women's Circuit Suzhou, Suzhou                    | Cemento       | Peangtarn Plipuech  | Misaki Doi Nao Hibino                        | 2-6, 3-6            |
| 7.  | 10 novembre 2018 | Shenzhen Longhua Open, Shenzhen                       | Cemento       | Choi Ji-hee         | Shūko Aoyama Yang Zhaoxuan                   | 2-6, 3-6            |
| 8.  | 13 novembre 2021 | Magic Hotel Tours, Monastir                           | Cemento       | Nikol Paleček       | Ni Ma Zhuoma Yao Xinxin                      | 1-6, 6-4, [2-10]    |
| 9.  | 16 aprile 2022   | ITF Women's Asia/Oceania, Chiang Rai                  | Cemento       | Momoko Kobori       | Gozal' Aınıtdınova Marija Timofeeva          | 6-2, 5-7, [4-10]    |
| 10. | 25 dicembre 2022 | All Japan Indoor Tennis Championships, Kyoto          | Cemento (i)   | Momoko Kobori       | Liang En-shuo Wu Fang-hsien                  | 6-2, 6(5)-7, [2-10] |
| 11. | 25 marzo 2023    | Pelti International Tennis Championship, Jakarta      | Cemento       | Peangtarn Plipuech  | Ma Yexin Moyuka Uchijima                     | 0-6, 2-6            |
| 12. | 23 marzo 2024    | i-Vent Brankit Open, Maribor                          | Cemento (i)   | Peangtarn Plipuech  | Eden Silva Anastasija Tichonova              | 5-7, 3-6            |
| 13. | 11 maggio 2024   | Jin'an Open, Lu'an                                    | Cemento       | Peangtarn Plipuech  | Tang Qianhui Zheng Wushuang                  | 1-6, 2-6            |
| 14. | 25 maggio 2024   | ITF NH Bank International Women's Tennis Tour, Goyang | Cemento       | Peangtarn Plipuech  | Eudice Chong Liang En-shuo                   | 5-7, 4-6            |

## Risultati in progressione
| Sigla | Risultato               |
| ----- | ----------------------- |
| V     | Vincitore               |
| F     | Finalista               |
| SF    | Semifinalista           |
| O     | Oro olimpico            |
| A     | Argento olimpico        |
| SF    | Bronzo olimpico         |
| QF    | Quarti di Finale        |
| 4T    | Quarto turno            |
| 3T    | Terzo turno             |
| 2T    | Secondo turno           |
| 1T    | Primo turno             |
| RR    | Round Robin             |
| LQ    | Turno di qualificazione |
| A     | Assente                 |
| ND    | Non disputato           |

| Legenda superfici    |
| -------------------- |
| Cemento              |
| Terra battuta        |
| Erba                 |
| Superficie variabile |

### Singolare nei tornei del Grande Slam
| Torneo          | 2013 | 2014 | 2015 | 2016 | 2017 | 2018 | 2019 | 2020 | 2021 | 2022 | 2023 | V–S  |
| --------------- | ---- | ---- | ---- | ---- | ---- | ---- | ---- | ---- | ---- | ---- | ---- | ---- |
| Australian Open | 2T   | 2T   | Q1   | 1T   | 1T   | 3T   | 1T   | A    | A    | A    | A    | 4–6  |
| Open di Francia | Q2   | 1T   | A    | Q1   | A    | 1T   | 1T   | A    | A    | A    | A    | 0–3  |
| Wimbledon       | Q1   | Q2   | Q3   | 1T   | Q2   | 2T   | 1T   | ND   | A    | A    | A    | 1–3  |
| US Open         | Q1   | Q2   | Q1   | Q1   | A    | A    | A    | A    | A    | A    | A    | 0–0  |
| Totale          | 1–1  | 1–2  | 0–0  | 0–2  | 0–1  | 3–3  | 0–3  | 0–0  | 0–0  | 0-0  | 0-0  | 5–12 |

## Vittorie contro giocatrici Top 10
| Stagione | 2014 | Totale |
| Vittorie | 1    | 1      |

| #    | Giocatrice    | Ranking | Evento                     | Superficie | Turno | Punteggio     | Rank. LKR |
| ---- | ------------- | ------- | -------------------------- | ---------- | ----- | ------------- | --------- |
| 2014 |               |         |                            |            |       |               |           |
| 1.   | Petra Kvitová | 6       | Australian Open, Melbourne | Cemento    | 1T    | 6-2, 1-6, 6-4 | 88        |